# غرنوقي إصبعي
غرنوقي إصبعي (الاسم العلمي:Geranium digitatum) هو نوع من النباتات يتبع جنس الغرنوقي من الفصيلة الغرنوقية.